# Каваллини, Эрнесто
Эрне́сто Кавалли́ни (итал. Ernesto Cavallini; 30 августа 1807, Милан — 7 января 1874, там же) — итальянский кларнетист-виртуоз и педагог, первый профессор Санкт-Петербургской консерватории по классу кларнета. Считался одним из лучших итальянских кларнетистов XIX века, от современников получил титул «Паганини кларнета». Солист Его Императорского Величества (1862).

## Биография
Эрнесто Каваллини родился 30 августа 1807 года в городе Милане. Окончил Миланскую консерваторию.
С 1831 по 1851 год был солистом оркестра театра «Ла Скала». Его исполнение отличалось высокой виртуозностью и благородным звучанием, несмотря на то, что музыкант в течение всей исполнительской карьеры использовал старую модель кларнета Ивана Мюллера с 13-ю клапанами. Творчество Каваллини высоко ценил Джузеппе Верди, который написал специально для него ряд соло кларнета в своих операх (в том числе знаменитый эпизод во вступлении к третьему действию оперы «Сила судьбы», впервые исполненной в Петербурге 10 февраля 1862 в Петербурге с участием Каваллини и под управлением автора).
С большим успехом концертировал в Вене (1839), Париже (1842), Лондоне (1842 и 1845), Женеве (1844), Брюсселе (1845) и других городах. В 1852 Каваллини получил приглашение в оркестр итальянской оперы Санкт-Петербурга, его место в «Ла Скала» занял Луиджи Басси. С 1855 по 1868 Каваллини был солистом оркестров Российских Императорских театров и преподавал в Санкт-Петербургском Театральном училище, с 1858 — также в инструментальных классах придворной Певческой капеллы.
В 1862 году Каваллини принял приглашение Антона Рубинштейна на пост профессора по классу кларнета в только что созданную Санкт-Петербургскую консерваторию. Каваллини оставался на этой должности до 1868 года, после чего вернулся в Италию, где до конца жизни преподавал в консерватории Милана.
Эрнесто Каваллини умер 7 января 1874 года в родном городе.
Среди учеников Каваллини — известный в своё время кларнетист, солист Императорских театров Иван Квасников (1845—1879) и один из первых русских профессоров Петербургской консерватории Виктор Толстов (1843—1907).
Каваллини — автор ряда сочинений для кларнета: концертов, вариаций, фантазий на темы из опер, многочисленных этюдов, а также первой российской печатной школы игры на кларнете.
Его брат, Эудженио Каваллини (1806—1881), был композитором и дирижёром.